# St. Norbert (Jeßnitz)

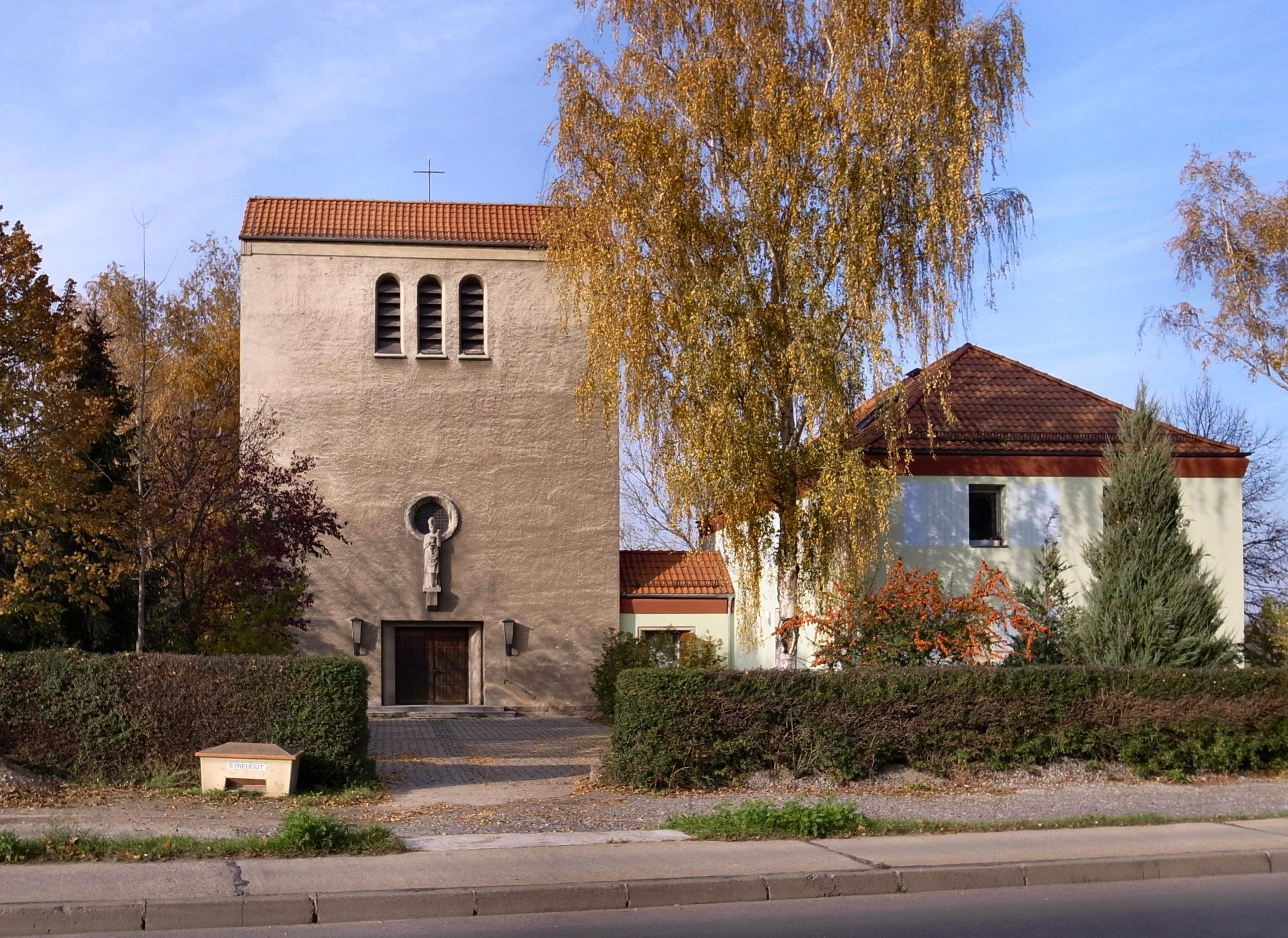
Ehemalige St.-Norbert-Kirche und ehemaliges Pfarrhaus (2009)

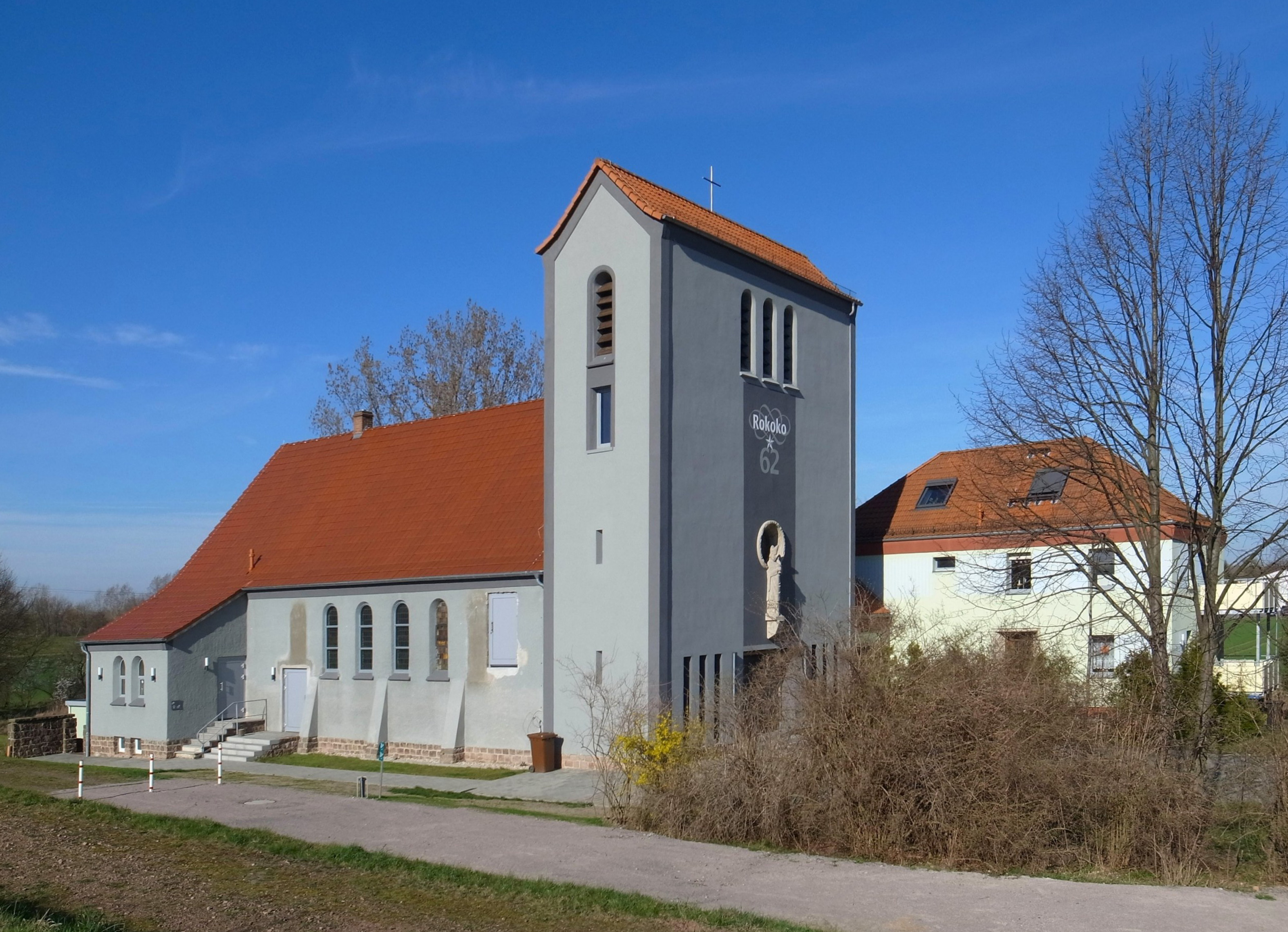
Ehemalige St.-Norbert-Kirche und ehemaliges Pfarrhaus (2014)

Die Kirche Sankt Norbert war die nach dem heiligen Norbert von Xanten römisch-katholische Kirche in Jeßnitz, einem Ortsteil der Stadt Raguhn-Jeßnitz im Landkreis Anhalt-Bitterfeld im Südosten des Landes Sachsen-Anhalt. Nach Hochwasserschäden wurde sie 2003 profaniert. Das Gebäude ist im Denkmalverzeichnis des Landes Sachsen-Anhalt unter der Erfassungsnummer 094 96327 als Baudenkmal verzeichnet.

## Geschichte
1534 führte der Reformator Fürst Georg III. von Anhalt-Dessau in Jeßnitz die lutherische Reformation ein. Von da an wohnten bis zum Zweiten Weltkrieg nur sehr wenige Katholiken in Jeßnitz.
Von 1934 an gehörte Jeßnitz zur damals gegründeten Filialkirchengemeinde Wolfen. Von 1936 an fanden in Jeßnitz im Gasthof Goldenes Lamm römisch-katholische Gottesdienste statt, bis das 1939 durch die nationalsozialistischen Machthaber untersagt wurde. Am 15. April 1940 erfolgte die Errichtung der Filialkirchengemeinde Raguhn-Jeßnitz, die in Raguhn ihren Sitz hatte.
Als im Herbst 1944 vorübergehend katholische Evakuierte aus dem Rheinland nach Jeßnitz gekommen waren, fanden vom Heiligen Abend 1944 an katholische Gottesdienste in der evangelischen Stadtkirche statt. Nachdem die Kirche kurz vor Kriegsende stark beschädigt worden war, fanden die katholischen Gottesdienste bis zum Frühjahr 1947 in der Aula der Mittelschule statt. Bemühungen, den Gasthof Goldenes Lamm für kirchliche Zwecke anzukaufen, scheiterten aus Kostengründen.
Durch die Flucht und Vertreibung Deutscher aus Mittel- und Osteuropa 1945–1950 vergrößerte sich die Zahl der Katholiken in Jeßnitz ab 1946 erheblich.
Am 26. Januar 1951 wurde mit Franz Steiner ein Kuratus für Jeßnitz ernannt, womit die Kuratie Jeßnitz gegründet wurde. Jeßnitz gehörte damals zur Filialkirchengemeinde Raguhn der Pfarrei St. Peter und Paul (Dessau). Die Kuratie Jeßnitz entstand als Nachfolgerin der am 19. September 1946 gegründeten Seelsorgestelle Salzfurtkapelle, die am 1. November 1947 zur Kuratie erhoben worden war.
Im Februar 1951 nahm Kuratus Steiner Wohnung in einem Mietshaus auf der Muldeinsel, seine Gottesdienste hielt er in der evangelischen Stadtkirche. Zu seinem Seelsorgegebiet gehörten neben Jeßnitz auch Altjeßnitz, Bobbau, Hinsdorf, Lennewitz, Riesdorf, Roßdorf, Wehlau und Zehbitz.
1952 begannen Bemühungen, in Jeßnitz eine katholische Kirche zu errichten. Da es in den 1950er Jahren bereits Pläne der SED gab, die Siedlung Wolfen-Nord zu errichten, sollte die neue Kirche zentral gelegen zwischen Jeßnitz und dem künftigen Wolfen-Nord stehen. Das über 3.000 m² große Baugrundstück konnte in Teilstücken von 1952 bis 1954 von der evangelischen Kirche angekauft werden. Am 8. Oktober 1954 begann der Kirchbau, und 21. November 1954 erfolgte durch Dechant Franz Carré aus Dessau die Grundsteinlegung. Am 20. Juni 1955 wurde das Richtfest gefeiert. Am 1. November 1955 erfolgte die Kirchweihe durch Weihbischof Friedrich Maria Rintelen, den in Magdeburg residierenden Weihbischof des Erzbistums Paderborn, zu dem Jeßnitz damals gehörte. Neben der Kirche wurde auch ein zweigeschossiges Pfarrhaus erbaut, das mit dem Kirchengebäude baulich verbunden ist und am 6. Dezember 1955 vom Pfarrvikar bezogen wurde.
Am 1. April 1957 erfolgte die Erhebung der Filialkirchengemeinde Jeßnitz, die zwischenzeitlich aus der Kuratie Jeßnitz hervorgegangen war, zur Pfarrei. Im August 1957 trat Franz Steiner in den Ruhestand, als Pfarrer von Jeßnitz folgte ihm am 1. September 1957 Paul Hecker.
1970 wurde der Innenraum nach der Liturgiereform des Zweiten Vatikanischen Konzils geändert. Die Position und die Größe des Altars wurden verändert und die Kanzel entfernt. Der Tabernakel bekam seitlich des Altarraums seinen Platz. 1978 gehörten zur Pfarrei Jeßnitz rund 1700 Katholiken.
Am 8. Juli 1994 wurde das Bistum Magdeburg gegründet, zu dem Jeßnitz von da an gehört. Am 1. Januar 1996 wurde der Pfarrverband Wolfen errichtet, zu dem die Pfarreien Greppin, Jeßnitz, Raguhn und Wolfen gehörten. 1996 wurde auch die St.-Norbert-Kirche unter Denkmalschutz gestellt. Zum 15. September 1998 wurden die Pfarrgemeinden St. Norbert in Jeßnitz und St. Michael in Raguhn aus dem Dekanat Dessau in das Dekanat Wittenberg umgegliedert. 1999 erfolgte im rund fünf Kilometer entfernten Wolfen-Nord die Eröffnung des Gemeindezentrums Edith Stein, danach wurde die St.-Norbert-Kirche nur noch wenig genutzt.
Im August 2002 wurde die Stadt Jeßnitz in weiten Teilen durch das Elbhochwasser 2002, welches auch die Mulde betraf, überflutet. Die Fundamente der St.-Norbert-Kirche wurden unterspült, so dass die Kirche daraufhin geschlossen blieb. Infolgedessen wurde überlegt, die St.-Norbert-Kirche abzureißen. Am 5. Juni 2003 erfolgte die Profanierung der Kirche.
Am 12. März 2004 fusionierten die vier Pfarreien des Pfarrverbandes Wolfen zur neuen Pfarrei Edith Stein mit Sitz in Wolfen. Zu ihr gehörten die Pfarrkirche Heilig Kreuz (Wolfen) sowie die Filialkirchen Heilig Geist (Greppin), St. Michael (Raguhn) und Edith Stein (Wolfen).
Statt einem Abriss wurde die Kirche jedoch 2007 verkauft und zu einem Veranstaltungsort, Rokoko * 62 genannt, umgebaut.
Zum 1. Adventssonntag 2010 wurde aus der Pfarrei Edith Stein Wolfen und der Pfarrei St. Antonius (Zörbig) die heutige Pfarrei Edith Stein Wolfen-Zörbig gebildet. Der für Jeßnitz nächstgelegene Gottesdienstort der Pfarrei Edith Stein Wolfen-Zörbig ist heute das Gemeindezentrums Edith Stein in Wolfen-Nord.

## Architektur und Ausstattung

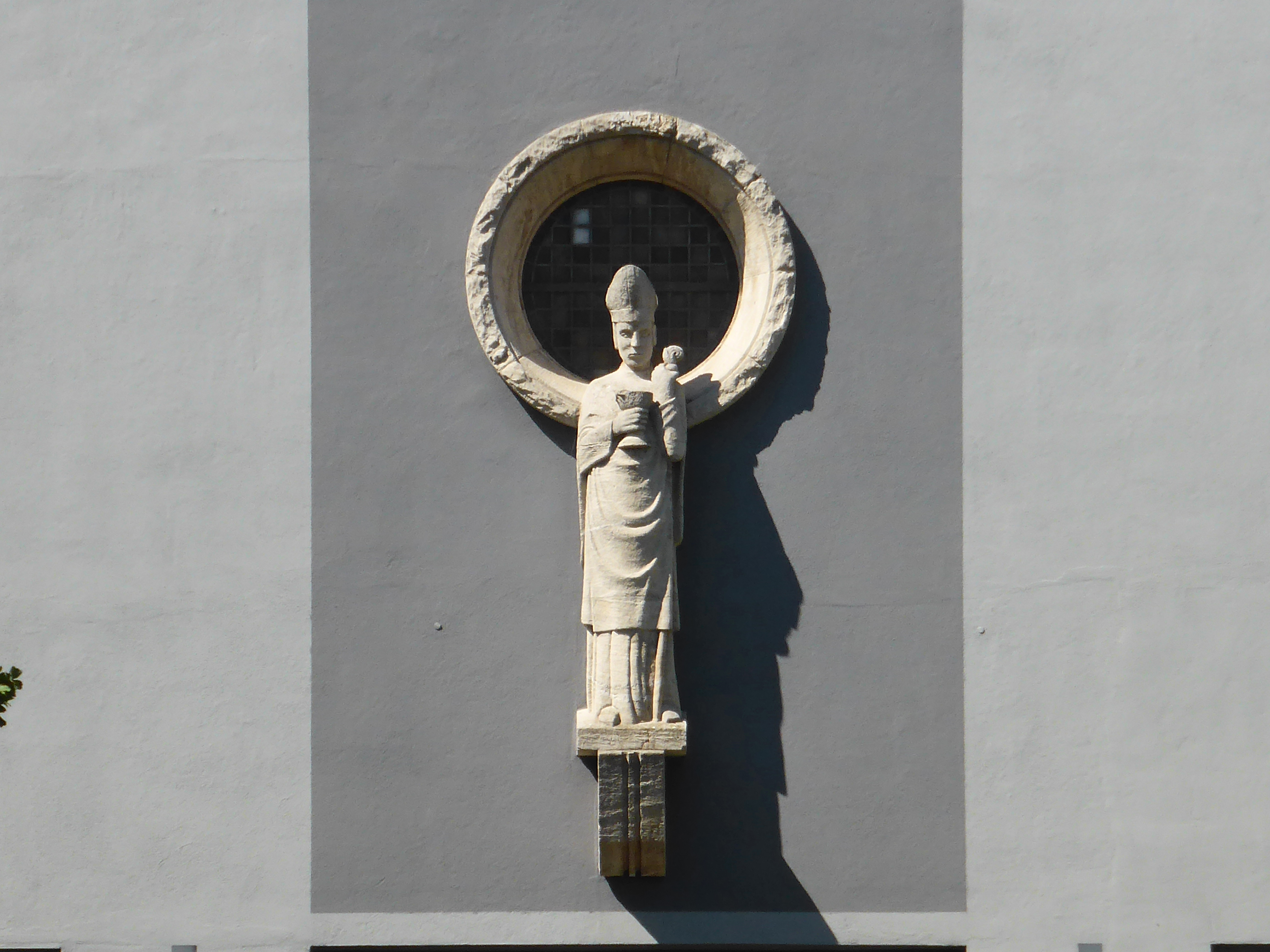
St.-Norbert-Statue über dem Eingangsportal

Das Pfarrhaus und das Kirchengebäude stehen in unverbauter Lage an der Landesstraße 138, auf dem Grundstück Vor dem Halleschen Tor 35/36. Die Gebäude entstanden nach Plänen des Architekten Johannes Reuter.
Das Gotteshaus war eine Saalkirche mit als Kirchturm ausgeführtem Querriegel, durch den die Kirche betreten werden konnte. Über dem Eingangsportal stellt eine steinerne Statue den heiligen Norbert dar, die auch nach der Nutzungsänderung des Kirchengebäudes an ihrem Platz blieb.
Der schlicht gehaltene Altarraum wurde durch ein Hängekreuz dominiert. Unter der Orgelempore befand sich der Beichtstuhl.